# 지례초등학교 부항분교
지례초등학교 부항분교는 대한민국 경상북도 김천시 부항면 월곡리에 있는 공립 초등학교이다.

## 학교 연혁
- 1935년 7월 1일 부항공립보통학교 개교
- 1938년 4월 1일 부항공립심상소학교로 개칭
- 1941년 4월 1일 부항공립국민학교로 개칭
- 1981년 3월 1일 병설유치원 개원
- 1981년 3월 1일 대야국민학교 통합
- 1981년 3월 1일 특수 학급 1학급 편성
- 1992년 4월 13일 학교 급식실
- 1994년 3월 1일 안간분교장 통합
- 1996년 3월 1일 부항초등학교로 명칭 변경
- 1999년 3월 1일 유촌분교장 통합
- 2003년 12월 20일 다목적 교실 신축
- 2012년 3월 1일 김영환 교장 부임
- 2013년 2월 15일 제75회 졸업(졸업생 총수 3,378명)
- 2013년 3월 1일 최유식 교장 부임
- 2016년 3월 1일 지례초등학교 부항분교로 개편